# 正村竹一

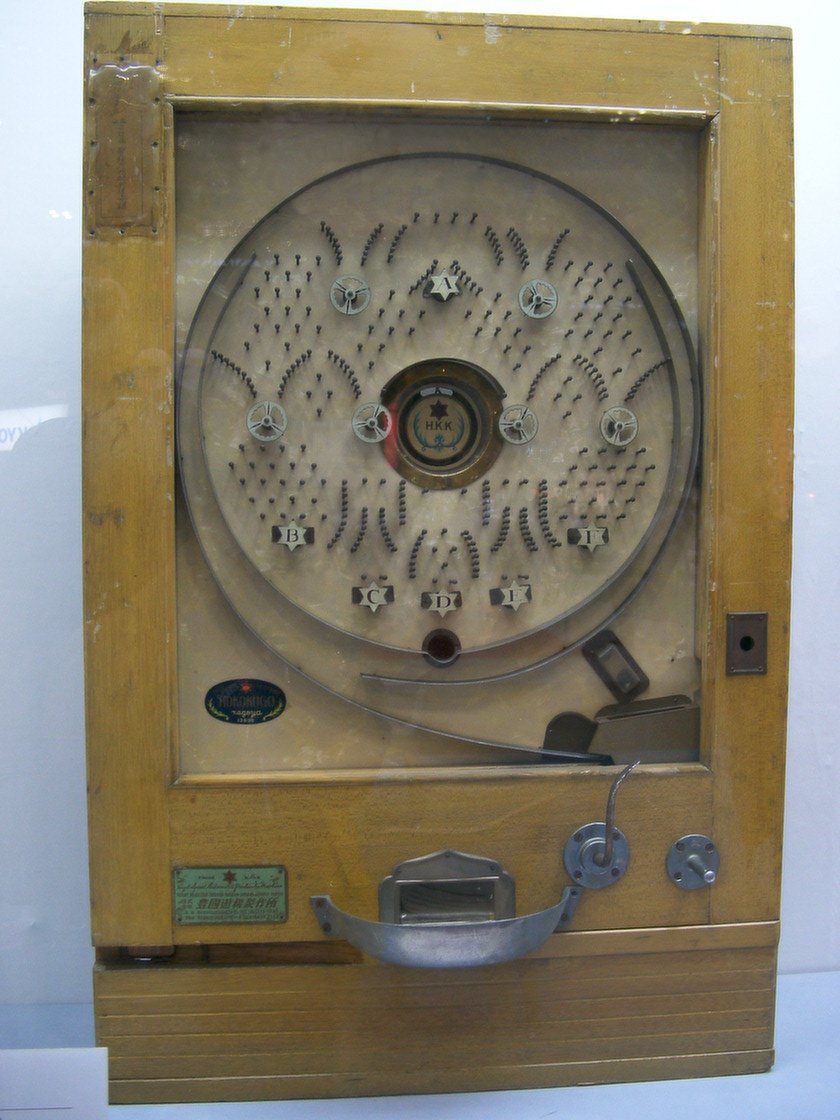
正村ゲージのパチンコ台（正村商会の製品では無い）

正村 竹一（まさむら たけいち、1906年9月5日 - 1975年10月18日）は、日本の実業家。パチンコの正村ゲージの考案者。パチンコの父・パチンコの神様・現代パチンコの生みの親と称される。

## 略歴

### 生い立ち
- 1906年（明治39年）9月5日 - 岐阜県稲葉郡茜部村（現在の岐阜市）に、小作人 鐵次郎とこう夫妻の九人兄弟の三男として生まれた[2]。
- 1912年（明治45年） - 茜部尋常小学校に入学[3]。
- 1915年（大正4年）頃 - 初めて奉公に出された[4]。
- 1916年（大正5年）頃 - 指物職人の長崎五三郎に奉公[5]。
- 1919年（大正8年） - 奉公を終え、実家のある茜部に戻った[6]。
- 1923年（大正12年） - 笠松の高木酒問屋に奉公に出[7]、持ち前の器用さを生かして自動ビン洗い機などを開発した[8]。
- 1926年（大正15年） - 高木酒店における奉公を終える[6]。また、独立するまで、長崎のもとで指物職人として働く[9]。
- 1927年（昭和2年） - 名古屋市西区江川横町44番地にガラス商として「正村竹一商店」を開業した[9]。
- 1928年（昭和3年）10月23日 - 岐阜県竹鼻の機屋経営の岩田平次郎の長女、岩田千代子と結婚[10]。当時、あまりの忙しさに式を商店の2階で行なった[10]。
- 1933年（昭和8年）4月29日 - 長女久子が誕生[11]。アイスキャンディー店をはじめた[12]。
- 1934年（昭和9年）12月4日 - 武雄誕生するも、生後5日で亡くす[13]。
- 1936年（昭和11年）1月10日 - 長男竹次が誕生[13]。
  - 秋頃 - 名古屋市西区弁天通にパチンコ店「スピード野球ボール」を開店した[14]。
  - この年から5年の間に、西春日井郡庄内町大字稲生1103番地に2棟の貸家、三股（現西区城西五丁目付近）および自身のパチンコ店の東側にアイスキャンディー店を開業[15]。
- 1937年（昭和12年）1月21日 - 次女光子が誕生。
- 1938年（昭和13年）12月30日 - 西区堀越町字藤田町三丁目16・17番地に貸家を開業[15]。
- 1940年（昭和15年） - パチンコ店の営業及びパチンコ台の製造が当局により禁止された。堀越町字江向町に一棟貸家を開業[15]。
- 1941年（昭和16年） - 三女陽代が生まれる[15]。西区大道町一丁目・中村区則武町西廻りに一棟ずつ貸家を開業[15]。
- 1942年（昭和17年）9月8日 - 次女光子を亡くす[16]。
- 1943年（昭和18年） - 四女勝子が生まれるが、3か月で亡くす[17]。
- 1943年（昭和18年）8月 - 愛知航空機（現愛知機械工業）船方工場に徴用される[18]。
- 1944年（昭和19年）3月 - 昭和19年度所得申告書によればガラス商としては廃業し、扇子製造に乗り出す[19]。
- 1945年（昭和20年）4月24日 - 次男勝一が生まれる[17]。
- 1945年（昭和20年）6月9日 - 勤務先の軍需工場であった愛知航空機で熱田空襲に遭い、右半身の腕から足先にかけて30数発の弾片が突き刺さり、4-5発が腕を貫通する大怪我をするが生還[20]。
- 1946年（昭和21年）5月30日 - 西区江川横町一丁目44番地において「浄心遊技場」としてパチンコ店を再開[21]。「西税務所管内パチンコ営業者一覧表」によれば、従業員はなく、家族7人、20台での営業とある[22]。
- 1948年（昭和23年） - パチンコ機の試作を開始し、正村ゲージを完成させる。
- 1949年（昭和24年） - パチンコ機「オール10」の開発に着手。この頃に正村ゲージを配したパチンコ機の販売を開始し、毎朝店の前に買い手が300mの行列を作る大ヒットとなった[23]。
- 1951年（昭和26年） - 株式会社正村商会を設立[24]。ピーク時に月産約2万台を記録。遊技機1台7000円程だったが、年商は当時10億円を超えたという。
- 1952年（昭和27年）10月21日 - 隠匿物資の摘発という名目で[25]自宅が家宅捜索を受け、50本の金の延べ棒を押収された[23]。
- 1953年（昭和28年） - 1952年に押収された金の延べ棒が1本2000円の公定価格で政府に買い取られた。ヤミの価格では1本100万円、1989年時点での価格では5億円程度になったという[23]。
- 1954年（昭和29年） - 連発式パチンコが当局の規制を受け、パチンコ業全体が衰退する。
- 1966年（昭和41年） - パチンコ製造の直営工場を閉鎖し、事実上のパチンコ業撤退。
- 1967年（昭和42年） - ガソリンスタンド経営に着手した。
- 1973年（昭和48年） - 肺がんを宣告された。
- 1975年（昭和50年）10月18日[26] - 肺がんにより死去。享年69。

正村ゲージが爆発的にヒットし、現在のパチンコ産業の基礎を築いた人物の一人と称えられる。現在のパチンコ台の釘構成も、正村ゲージが原型となるほど影響力がある。

## 人物
- 喘息持ちであった。
- 睡眠時間は3時間ほどの仕事人間であった[11][27]。
- 人種差別をせず、「（正村の）パチンコ台が欲しい」と云えば、日本人・外国人分け隔てなく販売した。
- 子供が生まれる度に、新しい業種を始めるクセがあった[13]。
- 正村ゲージの特許を取らなかった理由として、”当時は特許料が要らないほど儲かっていた””忙しすぎて書類作成が煩雑だった”という説があるが、正村自身が独占をせず、良い物は真似るべきという考えだったというのが定説になっている（後述の言葉に表れる）。
- 極端な銀行嫌いであったという[28][29]。

## 言葉
- 「大丈夫　パチンコは孫子の代までつづくで」[30]
- 「みんなで仲良く使うがええがや」（正村は正村ゲージの特許を取らなかった際の言葉）[30]
- 「儲けられんというのは怠けている証拠。儲からん儲からんと言っとる暇があったら、動きゃあええんだ、簡単なことだわ。それと使わんことだ」[31]

## 伝記
- 鈴木笑子『天の釘　現代パチンコをつくった男 正村竹一』晩聲社、2001年。ISBN 978-4891883010。